# تاینیاشوو
تاینیاشوو (انگلیسی: Taynyashevo) یک شهرک در شهرستان چکماگوشفسکی استان باشقیرستان کشور روسیه است.